# الثلاثة في المئة
الثلاثة في المئة (بالإنجليزية: Three Percenters)‏، على غرار 3 في المئة، أو 3%، أو III%، حركة ميليشيا مناهضة للحكومة تضم مجموعة من الأمريكيين والكنديين اليمينيين المتطرفين.
تدافع المجموعة عن حقوق ملكية السلاح ومقاومة الحكومة الفيدرالية الأمريكية. اشتق اسم المجموعة من الادعاء الخاطئ بأن «القوى النشطة في الميدان ضد استبداد الملك لم تتجاوز أبدًا 3% من المستعمرين» خلال الثورة الأمريكية.
المجموعة مقرها الولايات المتحدة ولكن لها أيضًا وجود في كندا. يعتبر أحد الخبراء الكنديين، وهو ماكسيم فيزت، النازي الجديد السابق الذي يعمل مع مركز منع التطرف المؤدي إلى العنف، الذي أنشأته مدينة مونتريال في عام 2015 بدعم من حكومة كيبيك، الجماعة «أخطر جماعة متطرفة» في كندا.
في 21 فبراير 2021 حلت قيادتهم المجموعة القومية الأمريكية ردًا على اقتحام مبنى الكابيتول في الولايات المتحدة عام 2021، منددة بالعنف. بقي الثلاثة في المئة الآخرون باعتبارهم مجموعات محلية مستقلة. في يونيو 2021 اتهِم ستة رجال مرتبطين بالمجموعة بالتآمر، وأعلنت كندا المجموعة كيانًا إرهابيًا.

## التأسيس والعضوية
وصِفت الحركة بأنها جزء من الحركة الوطنية الأوسع. تأسست في عام 2008، وأعطيت زخمًا بانتخاب باراك أوباما رئيسًا للولايات المتحدة. اعتقد الأعضاء أن رئاسة أوباما من شأنها أن تؤدي إلى زيادة تدخل الحكومة في حياة الأفراد، وخاصة قوانين ضبط الأسلحة الصارمة. العديد من الأعضاء هم أعضاء سابقون وحاليون في الجيش، والشرطة، ووكالات إنفاذ القانون الأخرى، وأيضًا في الجماعات المناهضة للحكومة مثل حفظة القسم.
شارك في تأسيس الحركة مايكل «مايك» برايان فاندربوغ من ولاية ألاباما، وهو عضو في حفظة القسم، وهي مجموعة بقيت حركة الثلاثة في المئة متحالفة معها بشكل غير وثيق وغالبًا ما تقارن بها. يدعي فاندربوغ أنه كان في السابق عضوًا في «طلاب من أجل مجتمع ديمقراطي» وفي حزب العمال الاشتراكيين، لكنه تخلى عن السياسة اليسارية والسياسة بشكل عام في عام 1977 بعد أن دخل إلى الليبرتارية اليمينية. يقول فاندربوغ إن كتاب «الطريق إلى العبودية» دفعه إلى اليمين. وأصبح ناشطًا في التعديل الثاني، وبحلول التسعينات انخرط في حركة الميليشيات.
ذكرت رابطة مكافحة التشهير أنه في منتصف التسعينيات، ادعى فاندربوغ أنه قائد مجموعة ميليشيا ألاباما، فوج الفرسان الأول في ألاباما، على الرغم من أنه بدا أنه العضو الوحيد فيها. بعد تفجير مدينة أوكلاهوما في عام 1995، اشتهر فاندربوغ بترويج نظريات المؤامرة المناهضة للحكومة.
يذكر موقع المجموعة على الإنترنت أنها لا تميز ضد أي شخص، ومع ذلك، وردًا على احتجاجات حركة حياة السود مهمة في أعقاب إطلاق النار على مايكل براون عام 2014 في فيرغسون بولاية ميزوري، تضمنت صفحة الثلاثة في المئة على فيسبوك العديد من التعليقات العنصرية التي أدلى بها مؤيدوها. ردًا على الأحداث التي وقعت في «مسيرة وحدوا اليمين» لعام 2017، أصدرت المجموعة بيانًا مفاده أنها «ترفض بشدة وتستنكر أي شخص يطلق على نفسه اسمًا وطنيًا، وأنها ترفض أي شخص من الثلاثة في المئة حضر أو يخطط لحضور أي نوع من الاحتجاج أو الاحتجاج المضاد المرتبط بهذه الجماعات المتعصبة للعرق الأبيض والنازية».

## كندا
في 25 يونيو 2021 أضيفت المجموعة إلى قائمة الكيانات الإرهابية في القانون الجنائي الكندي لمنعها من الحصول على الدعم المالي.